# Рейбън (окръг, Джорджия)
Окръг Рейбън (на английски: Rabun County) е окръг в щата Джорджия, Съединени американски щати. Площта му е 976 km², а населението - 15 050 души (2000). Административен център е град Клейтън.